# Премія імені Івана Огієнка
Пре́мія і́мені Огіє́нка (Огієнківська премія) — премія, заснована Всеукраїнським товариством Івана Огієнка, Житомирськими обласними державною адміністрацією та радою, Національною спілкою письменників України, Фондом сприяння розвитку мистецтв, Всеукраїнським товариством «Просвіта» імені Тараса Шевченка.
Премія імені Івана Огієнка заснована для вшанування пам'яті вченого-мовознавця, письменника, перекладача, державного й церковного діяча, уродженця міста Брусилів Житомирської області Івана Огієнка — митрополита Іларіона.
Премією відзначають найкращих діячів у сфері розвитку духовності, культури, міжнаціональної та міжконфесійної злагоди.
Присуджує Комітет у справах премії імені Івана Огієнка.
Вручається з 1995. За 15 років достойниками премії стали 110 діячів у галузі літератури, культури, мистецтва й науки.
До 2012 року премію імені Івана Огієнка вручали на його батьківщині — на Житомирщині. В рік, коли святкувалося 130-річчя митрополита Іларіона, премія імені Огієнка вийшла на всеукраїнський рівень. 10 травня 2012 року відбулося оголошення лауреатів премії імені Івана Огієнка в Києві в Українському домі.

## Лауреати премії Огієнка

### 1995—2000 роки
- Олексій Опанасюк, письменник, м. Житомир. (1997)
- Олександр Вацек, художній керівник житомирської хорової капели, «Орея».
- Михайло Клименко, поет, м. Житомир.
- Олексій Макаренко, художник, м. Житомир.
- Бойко Богдан Євгенович, настоятель Свято-Михайлівської церкви, м. Житомир.
- Микола Нечипоренко, народний кобзар, м. Житомир.
- Микола Тимошик, письменник, м. Київ. (1995)
- Андрій Чебикін, художник, м. Київ. (1996)
- Євген Гуцало, письменник, м. Київ. (1995)
- Андрій Бурячок, науковець, м. Львів.
- Григорій Гусейнов, письменник, редактор журналу «Кур´єр Кривбасу». (1996)
- Дмитро Чередниченко, поет, м. Київ.
- Володимир Савченко, режисер, м. Житомир.
- Анатолій Погрібний, письменник, м. Київ.
- Зіновій Тіменник, письменник, м. Львів.
- Євгенія Сохацька, науковець, м. Кам´янець-Подільський.
- Віктор Степурко, композитор, смт Макарів, Київська обл. (1998)
- Горбачов Дмитро Омелянович, мистецтвознавець, Росія.
- Дзюбенко Володимир Степанович, художник.
- Алжнєв Юрій Борисович, композитор. (1999)
- Гуйда Михайло Євгенович, художник-живописець, графік. (2000)
- Буряк Юрій Григорович, поет, перекладач, мистецтвознавець і видавець.
- Кирпа Галина Миколаївна, поетеса, прозаїк, перекладач, літературний редактор. (1996)
- Грабар Сергій Володимирович, письменник і перекладач. (2000)
- Шендеровський Василь Андрійович, фізик, історик науки, доктор фізико-математичних наук, професор.
- Шевчук Валерій Олександрович, письменник-шістдесятник, майстер психологічної і готичної прози, автор низки літературознавчих та публіцистичних праць, інтерпретатор українського літературного бароко.
- Даниленко Володимир Григорович, письменник-прозаїк, критик, літературознавець. (1999)
- Омельченко Олександр Олександрович, київський міський голова.

### 2001 рік
- Юрко Гудзь, за книги прози «Не-ми» та «Ісихія».
- Павло Волик, художник (м. Полтава).
- Світлана Горлова, Віталій Розстальський, Тетяна Теодорович, ведучі радіожурналу «Слово», за високофахові передачі на захист рідної мови.
- Василь Лизанчук, за науково-публіцистичні праці «Навічно кайдани кували», «Завжди памятай — ти українець» та інші. (м. Львів).
- Анатолій Луценко, літератор, педагог, за особистий внесок у відновлення Свято-Михайлівської церкви у селі Калита, Київської області.
- Андрій Топачевський, літератор-народознавець, за оповіді на теми біблійної ботаніки «З божого саду» (м. Київ).

### 2002 рік
- Василь Слапчук, поет, за книги поезії «Навпроти течії трави», «Укол годинниковою стрілкою», «Мовчання адресоване мені» (м. Луцьк).
- Ярослав Бобуняк, відомий співак, бандурист, диригент хору «Гомін» (м. Манчестер, Велика Британія).
- Геннадій Вознюк, Анатолій Загородній, Тамара Смовженко, за створення найповнішого україномовного довідково-навчального «Фінансового словника». (м. Львів).
- Володимир Ляхоцький, відомий історик-архівознавець, доктор історичних наук, за фундаментальні праці, які є вагомим внеском у справу узагальнення та популяризації наукового доробку творчої спадщини І. Огієнка (м. Київ).
- Левко Полюга, відомий мовознавець, доктор філологічних наук, професор, — за наукову і педагогічну діяльність, створення цілої бібліотеки словників української мови, зокрема «Словника антонімів української мови», «Тлумачного словника української мови» (м. Львів).
- Віталій Карпенко, відомий громадський діяч, публіцист, автор низки актуальних публіцистичних виступів і книг (м. Київ).

### 2003 рік
- Микола Скорський, письменник, м. Житомир, за книгу «Життя і творчість Тодося Осьмачки».
- Віктор, Максим, Олексій, Сергій Кононенки, за твори мистецького циклу «Слов´янський світ».
- Орест Сливинський, письменник, науковець, за внесок у вивчення буття українського народу.
- Петро Федотюк, есеїст, за внесок у чистоту та культуру української мови.
- Василь Німчук, за усталення повноцінної редакції «Українського правопису».
- Микола Плав'юк, останній Президент Україні в екзилі, за заслуги в справі збереження й утвердження державності України.

### 2004 рік
- Леонід Кореневич, письменник, громадський діяч, м. Київ, за есе на теми сучасної української діяльності.
- Марія Гоцуляк, майстер народної творчості, м. Могилів-Подільський, за писанки, витинанки, вишиванки.
- Петро Кононенко, вчений, м. Київ, за праці з українознавства.
- Ярослав Ганіткевич, вчений, лікар, м. Львів, за високий внесок у відродження української медичної освіти та науки.
- Святіший отець Філарет, патріарх Київський і всієї України-Руси.

### 2005 рік
- Станіслав Зінчук, письменник, публіцист, м. Київ.
- Ярослав Поліщук, науковець, м. Рівне.
- Олег Приходько, художник, м. Миколаїв.
- Євдокія Сороханюк, майстриня народної творчості, м. Філадельфія, США, за проект «Гуцульщина в Низинці».
- Володимир Пащенко, науковець, м. Полтава, за працю «Православ'я у Новітній історії України».
- Олексій Неживий, педагог, громадський діяч, м. Луганськ.
- Ящук Петро Лаврентійович, письменник, лікар, громадський діяч, м. Понінка Хмельницької області[2][3]

### 2006 рік
- П'янов Володимир, письменник, м. Київ, за вагомий особистий внесок у постання патріотичного покоління шестидесятників, активну літературну і громадську діяльність.
- Шевчук Анатолій, письменник, м. Житомир, за книги прози «Вертеп добра і зла» (1991), «Чорний човен неволі» (1996), публікації останніх літ.
- Гузуни Михайло і Тетяна, художні керівники народного хореографічного ансамблю «Сонечко», м. Житомир, за високомистецькі сценічні роботи, що утверджують національні ідеали.
- Гоян Ярема, письменник, видавець, м. Київ, за просвітницьку і благодійну діяльність, книги серії «Уроки літератури», «Рідній школі», есеїв «Присвята», «Воскреснемо!»
- Терлецький Віктор, письменник, м. Суми, за дослідження педагогічної діяльності К.Ушинського, П.Куліша, М.Максимовича.
- Овсієнко Василь. Публіцист, правозахисник, м. Київ, — за мемуари та публіцистику «Світло людей».

### 2007 рік
- Гранін Володимир, письменник, м. Одеса, за книги «Еней був парубок моторний», «Як парость виноградної лози».
- Сологуб Надія, мовознавець, м. Київ, за вагомий внесок у культуру, чистоту рідної мови.
- Жадько Віктор, педагог, видавець, меценат, м. Київ, за праці "Видавнича діяльність І. Огієнка та концепція його книги «Історія українського друкарства», «Грек з душею українця», «Узбереги Божої ріки».
- Єршова Людмила, науковець, м. Житомир, за дослідження витоків українського письменства.
- Мотрич Катерина, письменниця, діячка української церкви, м. Київ, за «Молитву за убієнних голодом», «Молитву до України», роман «Ніч після сходу сонця».

### 2008 рік
- Юрій Камишний, художник, м. Житомир, за серію живописних робіт «Моя Україна».
- Володимир Шинкарук, автор та виконавець власних пісень, ведучий культурно-мистецьких заходів, м. Житомир та Ірина Шинкарук, співачка, переможниця багатьох Всеукраїнських та Міжнародних конкурсів, солістка Національного радіо України, м. Київ, за вагомий внесок, популяризацію і розвиток українського народного та естрадного мистецтва, високий професіоналізм, втілення значимих мистецьких проектів останніх років.
- Володимир Гнатюк, педагог, м. Київ, за заслуги в розвитку національної школи в Україні та книгу управління системою національного виховання учнів загальноосвітніх закладів.
- Олег Гринів, професор, доктор філософських наук, м. Львів, за серію науково-публіцистичних праць: «Імператив Володимира Мономаха», «Спокута Малоросії: державотворення без парадоксів», «Збуджена Україна: самоствердження нації після контузії населення» та інші.
- Лідія Худаш (Шевело), науковець, поетеса, м. Львів, за багаторічну громадську діяльність з метою утвердження української мови як державної.

### 2009 рік
- Борис Остапенко, письменник, смт Попільня Житомирська область.
- Василь Фещенко, скульптор, заслужений художник України, м. Житомир.
- Петро Саух, ректор Житомирського державного університету імені І.Франка.
- Тетяна Яковенко, поетеса, громадський діяч, м. Вінниця.
- Дмитро Степовик, доктор богословських наук, доктор мистецтвознавства, доктор філософії, м. Київ.
- Олександр Завальнюк, професор, м. Кам'янець-Подільський.
- Василь Сташук, директор Брусилівського музею імені Огієнка.

### 2010 рік
- Кобець Василь, письменник, м. Вінниця.
- Ярмолюк Микола, письменник, м. Радомишль Житомирської області, за книжки «Ой люди, людоньки», «Дорога без початку і кінця.Книга 2».
- Качкан Володимир, літературознавець, м. Івано-Франківськ, за 10-й том монографії «Хай святиться ім'я твоє: історія літератури і культури в персоналіях».
- Степаненко Микола, доктор філологічних наук, професор, ректор Полтавського державного педагогічного університету ім. В. Короленка.
- Погребенник Володимир, доктор філології, професор, м. Київ.
- Негода Борис, художник, м. Кам'янець-Подільський, за популяризацію імені Івана Огієнка в меморіальних знаках.
- Костриця Микола, президент Товариства дослідників Волині, доктор географічних наук, м. Житомир[4].

### 2011 рік
- Мар'ян Красуцький, письменник, журналіст, м. Кам'янець-Подільський за подвижницьку, творчу, патріотичну діяльність, за визначні досягнення в українській літературі, за значний внесок у справу популяризації імен видатних українців.
- Михайло Пасічник, поет, автор понад 20 книг, голова Житомирської організації НСПУ, с. Гришківці Житомирської області, за книги «Не розминутися б з собою», «Водоспадний злам», «Бджолині пасовиська».
- Віталій Мітченко, художник-графік, м. Київ, за внесок у розвиток графічного мистецтва, книгу «Естетика українського рукописного шрифту».
- Володимир Поліщук, письменник, доктор філологічних наук, професор, м. Черкаси, за літературну та наукову діяльність, зокрема, дослідження: «В.Доманицький 3 науковотворчої спадщини», «Чистому серцем. Пам'яті Василя Доманицького».
- Рафаїл Малиновський, хореограф, головний балетмейстер фольклорного ансамблю національного обряду «Родослав», викладач та голова циклової комісії хореографічних дисциплін Житомирського училища культури і мистецтв ім. Івана Огієнка, народний артист України, м. Житомир.
- Ярослав Гаврилюк, актор театру і кіно, народний артист України, м. Київ, за книгу «Крути. Січень 1918 року: документи, матеріали, дослідження, кіносценарій»[5].

### 2012 рік
- Михтодь Волинець, поет, прозаїк, правозахисник (м. Ворзель, Київська обл.).
- Віктор Грабовський, поет (м. Біла Церква).
- Сергій Стельникович, старший викладач кафедри редагування та основ журналістики Житомирського держуніверситету ім. І. Франка.
- Микола Покропивний, директор Житомирського коледжу культури і мистецтв ім. І. Огієнка.
- Святослав Васильчук, журналіст, голова Житомирського ОО ВУТ «Просвіта».
- Юрій Дорошенко, релігієзнавець, журналіст[6].

### 2013 рік
- У галузі літератури — письменниця Марія Павленко (Житомир) і письменник Володимир Рабенчук (Вінниця).
- У галузі мистецтва — композитор Олександр Яковчук (Київ).
- У галузі громадської, політичної і духовної діяльності — директор Видавничого центру «Просвіта» Василь Клічак (Київ).
- У галузі науки — релігієзнавець, професор, доктор філософських наук Анатолій Колодний (Київ).
- У галузі освіти — головний редактор «Літературної України» Сергій Козак (Київ)[7].

### 2014 рік
Комітет з вручення Всеукраїнської премії імені Івана Огієнка оголосив лауреатів 2014 року. Ними стали:
- в галузі літератури — автор низки історичних романів письменник Олександр Кухарчук;
- в номінації «Наука» — Михайло Лєцкін;
- в номінації «Освіта» проф. Іван Ющук;
- в номінації «Мистецтво» Дмитро Череп'юк і Народний фольклорний колектив «Руснаки» (м. Мукачево, Закарпаття);
- в номінації «Громадська, політична і духовна діяльність» Віктор Васильчук та Дмитро Ломачук.

Також засідання комітету ухвалило рішення звернутися до Кабінету Міністрів України з пропозицією надати Всеукраїнської премії імені Огієнка статусу національної.

### 2015 рік
- Григорій Цимбалюк, письменник, учасник АТО із серпня 2014 року. На здобуття премії були представлені його книги «Іпостасі», «Сага про камінь», «Лицар нескореного духу: спогади про Євгена Концевича».
- Володимир Єршов, викладач ЖДУ ім. Івана Франка, заслужений діяч польської культури, професор, доктор філологічних наук.
- Валерій Радецький, художник, м. Житомир.
- Олександр Панченко, доктор права, приват-доцент Українського Вільного Університету (Мюнхен, ФРН).
- Володимир Вознюк, письменник та поет, літературознавець, культуролог, культурно-громадський діяч, заслужений працівник культури України.
- Марія Масловська, викладач народознавства, етнографії і журналістики ЖДУ ім. І. Франка.
- Борис Войцехівський, економіст і правознавець[9].

### 2016 рік
- Ірина Фаріон, мовознавець, доктор філологічних наук.
- Анатолій Сірик, письменник, перекладач.
- Віталій Шевченко, колишній голова Національної ради з питань радіо й телебачення, автор низки гуманітарних проектів.
- Євген Шевченко, голова Спілки народних майстрів, відомий митець, автор багатьох монографій, досліджень, редактор журналу «Образотворче мистецтво».
- Володимир Семистяга, голова Луганського ОО «Просвіти».
- Володимир Габенець, бізнесмен, який відроджує церкву Івана Огієнка у Брусилові[10].

### 2017 рік
- Микола Бутковський, художник-живописець.
- Микола Буравський, народний артист України, художній керівник Київського академічного театру українського фольклору «Берегиня».
- Георгій Філіпчук, академік НАПУ.
- Галина Дацюк, журналіст, громадський діяч.
- Віталій Мацько, доктор філологічних наук.
- Володимир Святненко, письменник-краєзнавець.[11]

### 2018 рік[12]
Номінація «Література»:
- Дячишин Богдан Васильович
- Марищенко Ярослав Семенович

Номінація «Наука»:
- Деревінський Василь Федорович
- Махорін Геннадій Леонідович

Номінація «Освіта»:
- Сорока Михайло Михайлович
- Сорока Олексій Михайлович

Номінація «Мистецтво»:
- Войтенко Валентин Андрійович

Номінація «Громадська, політична та духовна діяльність»:
- Мужук Леонід Петрович

### 2019 рік[13]
- Йосип Струцюк (номінація «Література»),
- Григорій Купріянович («Наука»),
- Петро Приступов («Освіта»),
- Володимир Слєпченко, Валерій Головатенко та Олександр Медведюк («Мистецтво»),
- Василь Куйбіда («Громадська, політична та духовна діяльність»).

### 2021 рік
- Михайло Жайворон та Валентина Мастєрова (номінація «Література»);
- Олександр Колянчук (номінація «Освіта»)[14];
- Василь Яременко (номінація «Наука»);
- Наталія Аксьоненко та комунальний заклад «Київський академічний ансамбль української музики „Дніпро“» (номінація «Мистецтво»);
- Тарас Кремінь і Тарас Марусик (номінація «Громадська, політична та духовна діяльність»)[15].

### 2022 рік[16]
- У галузі літератури — Ярина Ярославівна Чорногуз, Сергій Олександрович Татчин;
- У галузі науки — Іван Казимирович Патриляк;
- У галузі освіти — Віктор Михайлович Мойсієнко;
- У галузі мистецтва — Тарас Вікторович Компаніченко;
- У галузі громадської, політичної та духовної діяльності — Микола Ярославович Голомша.

### 2023 рік[17][18]
28 квітня 2023 року Комітет із присудження Премії імені Івана Огієнка прийняв ухвалу "Присудити Премію імені Івана Огієнка 2023 року, засновану Всеукраїнським товариством Івана Огіснка, Житомирською обласною радою, Житомирською обласною державною адміністрацією. Національною Спілкою письменників України, Фондом сприяння розвитку мистецтв, Всеукраїнським товариством «Просвіта» імені Т. Г. Шевченка:
- у галузі літератури — Ірен Роздобудько
- у галузі науки — Олег Баган
- у галузі освіти — Василь Чепурний
- у галузі мистецтва — Юрій Нагулко
- у галузі громадської, політичної та духовної діяльності — Світлана Масловська та Петро Даценко

### 2024 рік[19][20]
- у галузі літератури — Сидоржевський Михайло Олексійович;
- у галузі науки — Марочко Василь Іванович;
- у галузі освіти — Работін Юрій Анатолійович та Ковальов Андрій Вікторович;
- у галузі мистецтва — Красьоха Василь Андрійович;
- у галузі громадської, політичної та духовної діяльності — Митрополит Епіфаній.